# Prisme dichroïque

Prisme trichroïque fabriqué par assemblage de deux prismes dichroïques

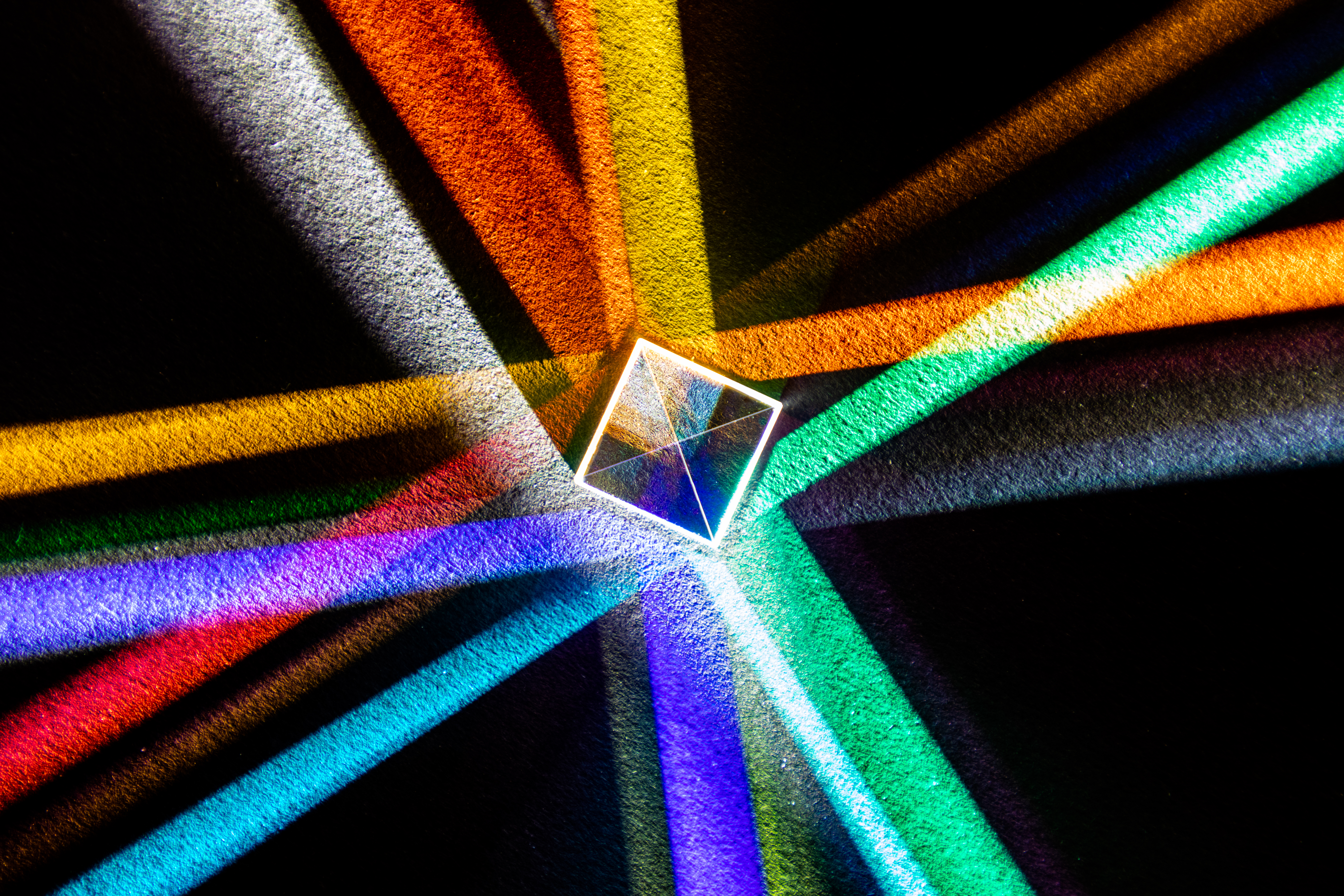
Prisme dichroïque

Un prisme dichroïque est un prisme qui divise un flux lumineux selon deux plages de longueurs d'onde (couleur). 
Un prisme trichroïque combine deux prismes dichroïques afin de décomposer une image en trois couleurs, généralement le rouge, vert et bleu du modèle de couleur RVB. Ils sont généralement constitués d'un ou plusieurs prismes en verre avec des revêtements optiques dichroïques qui réfléchissent ou transmettent sélectivement la lumière en fonction de sa longueur d'onde. C'est-à-dire que certaines surfaces à l'intérieur du prisme agissent comme des filtres dichroïques. Ceux-ci sont utilisés comme séparateurs de faisceau dans de nombreux instruments optiques. 

## Avantages
Lorsqu'elle est utilisée pour la séparation des couleurs, dans un système d'imagerie, cette méthode présente certains avantages par rapport à d'autres, telles que l'utilisation d'un filtre de Bayer. La plupart de ces caractéristiques découlent de l'utilisation de filtres dichroïques et sont commun avec ceux-ci. 
Les avantages incluent :
- Absorption minimale de la lumière: la majeure partie de la lumière est dirigée vers l'un des faisceaux de sortie.
- Meilleure séparation des couleurs qu'avec la plupart des autres filtres.
- Facile à fabriquer pour toute combinaison de bandes passantes.
- Ne nécessite pas d'interpolation des couleurs (dématriçage) et évite ainsi tous les artefacts de fausses couleurs couramment observés dans les images dématricées.

## Inconvénients
- A cause de l'utilisation de filtres dichroïques, la bande passante exacte de chaque filtre dépend de l'angle d'incidence de la lumière.
- L'ouverture numérique maximale de l'objectif peut être limitée en raison de la géométrie du chemin optique à l'intérieur de l'assemblage.
- La bande passante exacte dépend de l'ouverture numérique de l'objectif, car ce facteur modifie l'angle d'incidence moyen de la lumière dans les filtres.
- Étant donné que certaines des surfaces de verre forment un angle avec le faisceau incident, une polarisation peut apparaître par des effets de réflexion.

## Applications dans les caméscopes et appareils photo numériques
Une des principales applications des prismes dichroïques est dans les caméras numériques et appareils photo de haute qualité. Un prisme trichroïque (assemblage de deux prismes dichroïques) est utilisé afin de séparer une image en trois composantes rouge, verte et bleu qui sont mesurés chacune sur une matrice CCD ou CMOS spécifique.
Une configuration possible de l'appareil est illustrée dans le schéma. Un faisceau lumineux pénètre dans le premier prisme (A) et la composante bleue du faisceau est réfléchie par un revêtement filtrant passe-bas (F1) qui réfléchit la lumière bleue (haute fréquence), mais transmet le vert et le rouge (fréquences plus basses). Le faisceau bleu subit une réflexion interne totale sur la face d'entrée du prisme A et en sort par une face latérale. Le reste du faisceau pénètre dans le deuxième prisme (B) et est divisé par un deuxième revêtement filtrant passe-haut cette fois (F2) qui réfléchit la lumière rouge (basse fréquence) mais transmet le vert . Le faisceau rouge est également totalement réfléchi à l'intérieur du prisme B en raison d'un petit entrefer entre les deux prismes. La composante verte restante du faisceau traverse le prisme C.
Le prisme trichroïque peut aussi être utilisé à l'envers pour combiner des faisceaux rouges, verts et bleus en une image colorée, comme dans certains dispositifs de projecteur. Des assemblages à plus de trois faisceaux sont aussi possibles.